# Волтер Ллойд
Волтер Ллойд (англ. Walter Lloyd) — вигаданий персонаж американського телесеріалу «Загублені». Волт — один із тих, що летіли в середній частині літака рейсу Oceanic 815 і син Майкла. Його називали «особливим» кілька різних людей, і здається він насправді володіє якимись надприродними здібностями. Волт був викрадений Інакшими і був знову повернутий до батька в обмін на Бена, який знаходився в полоні у уцілілих: Джека, Кейт і Соєра, які навпаки потрапили в полон. Після повернення з Острова, Волт більше не хоче бачити свого батька і розмовляти з ним і тепер живе зі своєю бабусею. Він ще не знає, що Майкл мертвий. На острові Волт подружився з Джоном Локком.

## Біографія

### Поза островом
Волт народився 24 серпня 1994 року, його батьки: Сьюзен Ллойд і Майкл Доусон. Сьюзен, тоді студентка, відмовилася одружитися з Майклом, який в той час працював будівельником. Коли Волту було близько 2 років, мати отримала пропозицію від компанії «Plum International» і переїхала разом з сином в Амстердам. Спочатку Майкл не хотів віддавати сина, але незабаром погодився. Пізніше батько дізнався, що мати одружилася, а через деякий час його збиває машина. Мати оплачує його лікування, але вони знову сваряться через Волта. Через деякий час мати вмирає від раку і Браян, її чоловік, просить забрати Волта. Їхня зустріч проходить не дуже добре, але все ж Волт їде з батьком. Щоб сподобатися синові, Майкл дозволяє взяти його пса — Вінсента («Особливий», 14-а серія 1-го сезону).
Перед польотом Майкл і Волт жили в готелі. Волт в три години ночі включив телевізор, на що Майкл сказав зробити звук тихіше, але Волт на зло Майклу зробив голосніше. Майкл вимкнув телевізор. Волт вийшов з кімнати з Вінсентом, Майкл пішов за ним і силоміць завів його в номер. («Вихід. Частина 1», 23-а серія 1-го сезону).
В аеропорту Волт не слухався Майкла і грав у Gameboy. Майкл пішов до телефону і подзвонив своїй матері, почав питати її, що йому робити з Волтом, коли він його не слухається, і запропонував віддати їй сина, вона йому нічого не відповіла і поклала трубку. Майкл обернувся, а там стоїть Волт і говорить, що потрібні батарейки. («Вихід. Частина 2», 24-а серія 1-го сезону).

### На Острові

#### Сезон 1
Відразу після авіакатастрофи Майкл шукав Волта. («Пілот. Частина 1», 1-а серія 1-го сезону) Волт часто ходив в джунглі шукати Вінсента, який зник після аварії, за це Майкл весь час сварив його, тому що турбувався про нього. Також Майклу не подобалося, що він спілкувався з Джоном Локком, який навчав його поводитися з ножем і стверджував, що він «особливий». Одного разу Волт утік через те, що Майкл забаронив йому бачитись з містером Локком. Волт опинився у пастці серед дерев оточений білим медведем. Та Майкл за допомогою Джона зумів його врятувати.Через деякий час Майклу прийшла ідея як вибратися з острова: побудувати пліт. Перший пліт, який побудував Майкл, спалив Волт, оскільки боявся плисти. («Труднощі перекладу», 17-а серія 1-го сезону) Потім він зізнався про це Майклу, той попередив його, що якщо він не хоче плисти вони не попливуть, але Волт вибачився перед батьком і сказав, що попливе з ними. Вони побудували другий пліт і попливли, перед цим Саїд дав їм сигнальну ракету, але сказав, щоб просто так не стріляли, тому що ракета була єдиною. Перед відплиттям Волт попросив Джона не підривати люк. Вночі вони помітили катер і пустили ракету, до них підпливли якісь старі люди і сказали, що заберуть Волта, Соєр почав тягнутися до пістолета, але бородатий вистрілив перший, і Соєр впав у воду, Джин стрибнув за ним, двоє залізли на пліт і Майкл почав з ними битися, але вони зіштовхнули його у воду, забрали Волта і підірвали пліт.

#### Сезон 2
Волт з'являється як бачення до Шеннон. («Людина науки, людина віри», 1-а серія 2-го сезону) Потім, протягом сезону Волт не з'являється, оскільки знаходиться у Інакших. Одного разу, коли Майкл вводив цифри у комп'ютер, на інший прийшло кілька повідомлень, коли Майклу було поставлено питання як його звуть, він назвав себе і на екрані з'явився напис: «Тато?». Виявилося, що Майкл листувався з Волтом, Майкл попросив його дати координати його знаходження, Волт їх написав і Майкл вирубивши Локка і замкнувши Джека пішов його шукати. Інакші уклали з Майклом угоду: він обманом приводить Джека, Кейт, Соєра і Герлі до них, а вони відпускають Волта і дають йому катер, щоб він відплив з Острова. Він виконує всі вимоги, попутно вбиваючи Ану-Люсію і Ліббі, а Інакші виконують свою частину угоди. Майкл залишає Острів разом з Волтом. («Живемо разом, вмираємо на самоті», 23-а серія 2-го сезону)

#### Сезон 3
Коли Джон Локк, лежачи в ямі, хотів застрелитися, з'явився Волт і сказав, що його місія ще не виконана. Після цього Локк посміхнувся, а Волт зник. («В Задзеркаллі», 22-а серія 3-го сезону)

### Після Острова
Повернувшись у Нью-Йорк, Майкл розповів Волту, що коли звільнив його з полону, убив Ану-Люсію і Ліббі, після цього Волт не хоче його бачити. («Знайомтеся — Кевін Джонсон», 8-а серія 4-го сезону) Волт відвідує Герлі в психіатричній лікарні. Він його питає, чому вони брешуть, на що Герлі йому відповідає: «Щоб врятувати інших», Волт запитує: «І батька?», Герлі з сумом відповідає: «І батька». («Довгоочікуване повернення. Частина 1», 12-а серія 4-го сезону) До Волта приходить Джон (який вибрався з Острова). Вони розмовляють і Волт каже, що він вже три роки нічого не чув про свого батька. Локк, не розповідаючи, що Майкл загинув на кораблі посміхається і каже, що все добре. («Життя і смерть Джеремі Бентама», 7-а серія 5-го сезону) Пізніше Волт, під ім'ям Кід Джонсон, потрапляє в психіатричну лікарню «Санта Роса», звідки його забирає Бен, щоб повернути на острів, де він зміг би допомогти своєму батькові, в машині їх чекає Герлі. («Новий лідер»)

## Цікаві факти
- Волт ніколи не зустрічав Дезмонда, Ану-Люсію, Еко, Ліббі, Фарадея, Шарлотту і Майлза.
- Волт названий на честь свого діда.
- Карлтон К'юз і Деймон Лінделоф сказали, що саме Волт спілкувався з Майклом через комп'ютер станції «Лебідь».
- Бен одного разу сказав, що Інакші ніколи не повернуть Волта, але вони це зробили.
- У фіналах всіх чотирьох сезонів серіалу з Волтом відбувалося щось важливе: у фіналі першого він був викрадений, у фіналі другого — покинув Острів, повернувся як бачення Локку у фіналі третього, сказав про візит Джеремі Бентама у фіналі четвертого.
- Коли Волт з'явився Джону в епізоді «В задзеркаллі», назвав його — Джоном, тоді як до цього він завжди звертався до нього — містер Локк.
- Волт жив разом з Інакшими 23 дні (числа).
- Можливо, особливістю Волта є смерть істоти, яку він побачить на картинці і зацікавиться нею. Бронзова зозуля впала на балкон будинку Сьюзен і Брайна, коли він дивився статтю про неї в енциклопедії. Коли Майкл кинув комікс в вогонь на аркуші, який був у кадрі був білий ведмідь, який незабаром після цього також загинув. Можливо, Сьюзен померла з цієї ж причини. Перед від'їздом він віддав свого пса Шенон. Незабаром її вбили. «Особливий»
- На кастингу 12-річний Малкольм Девід Келлі виглядав значно молодше своїх років, але вже на зйомках першого сезону почав швидко зростати. Тому епізоди з його участю в цьому сезоні довелося знімати в авральному порядку, у другому — тільки на дальніх планах, у третьому — виключно у вигляді примари. Дія наступних сезонів відбувається через три роки після катастрофи, тому творцям серіалу вже не потрібно було йти на різні хитрощі, щоб узгодити вік героя і актора.